# Groupe de NGC 7368
Le groupe de NGC 7368 est un trio de galaxies situé dans la constellation de la Grue. La distance moyenne entre ce groupe et la Voie lactée est d'environ 29,8 Mpc (∼97,2 millions d'al).

## Membres
Le tableau ci-dessous liste les trois galaxies du groupe indiquées dans l'article de A.M. Garcia paru en 1993.
| Nom        | Class.  | Type           | α (J2000.0)      | δ (J2000.0)      | Vitesse radiale (km/s) | m            | Distance (Mpc) | Diamètre (kal) |
| ---------- | ------- | -------------- | ---------------- | ---------------- | ---------------------- | ------------ | -------------- | -------------- |
| NGC 7368   | SB(s)b? | Spirale barrée | 22h 45m 31.68s   | -39° 20′ 30.6″   | 2350 ± 6               | 12,0         | 30,9 ± 2,2     | 134            |
| ESO 345-46 | SA(s)d? | Spirale        | 22h 43m 16.0917s | -39° 51′ 58.852″ | 1897 ± 18              | 12,62 ± 0,09 | 26,7 ± 2,0     | 115            |
| ESO 346-1  | Scd     | Spirale        | 22h 48m 33.840s  | -39° 38′ 56.40″  | 2157 ± 20              | 12,67        | 31,8 ± 2,3     | 79             |

Le site DeepskyLog permet de trouver aisément les constellations des galaxies mentionnées dans ce tableau ou si elles ne s'y trouvent pas, l'outil du site constellation permet de le faire à l'aide des coordonnées de la galaxie. Sauf indication contraire, les données proviennent du site NASA/IPAC. 